# The Agony and the Ecstasy (roman)
The Agony and the Ecstasy (1961) is een biografische roman over Michelangelo Buonarroti, geschreven door de Amerikaanse auteur Irving Stone. 
Stone woonde jaren in Italië en bezocht daarbij veel historische locaties in Rome en Florence. Hij werkte ook in marmergroeven en bekwaamde zich in de kunst van het beeldhouwen in marmer. Een primaire bron voor de roman The Agony and the Ecstasy is Michelangelo's correspondentie, die bestond uit 495 brieven die Stone door Charles Speroni uit het Italiaans had laten vertalen (gepubliceerd in 1962 als  I, Michelangelo, Sculptor). De Italiaanse regering verleende Stone naar aanleiding daarvan een aantal onderscheidingen voor zijn prestaties op cultureel gebied waarbij hij de Italiaanse geschiedenis had belicht.
Stone schreef een aantal biografische romans, maar deze roman en Lust for Life zijn de bekendste omdat ze beide verfilmd werden. Een deel van de roman werd aangepast voor de film The Agony and the Ecstasy uit 1965 met Charlton Heston als Michelangelo en Rex Harrison als paus Julius II.